# دقيقة مائية كربونية مخففة أحادية الخلية
دقيقة مائية كربونية مخففة أحادية الخلية (الاسم العلمي: Undibacterium oligocarboniphilum) هي نوع من البكتيريا، سلبية الغرام، تتبع جنس الدقائق مائية أحادية الخلية.